# Flat assembler
flat assembler, também conhecido como FASM, é um montador código aberto que suporta as arquiteturas IA-32 e x86-64. É conhecido pelo seu alto desempenho, otimizações de tamanho, portabilidade, e capacidade de usar macros.
O FASM contém adaptações para a Windows API e OpenGL. Todas as versões do FASM podem exportar programas diretamente para os formatos: binário (usável como executável COM e driver SYS), ELF, COFF, MZ e PE. Existe uma versão não-oficial que suporta a arquitetura ARM, chamada FASMARM.